# Samuel Goldwyn, Jr.
Samuel John Goldwyn Jr. (Los Ángeles (California), 7 de septiembre de 1926 – Los Ángeles (California), 9 de enero de 2015) fue un productor de cine estadounidense.

## Biografía
Samuel Goldwyn Jr. era hijo de la actriz Frances Howard (nombre de nacimiento Frances Howard McLaughlin; 1903–1976) y del productor cinematográfico Samuel Goldwyn (nombre legal de Szmuel Gelbfisz, transcripto después al inglés como Samuel Goldfish; 1882–1974). Estudió en el Fountain Valley School en Colorado Springs y en la Universidad de Virginia.
Después de servir en el ejército durante la Segunda Guerra Mundial, trabajó como productor teatral en Londres y para Edward R. Murrow en la CBS en Nueva York. Siguió los pasos de su padre y fundó diferentes compañías de cine (Formosa Productions, The Samuel Goldwyn Company ySamuel Goldwyn Films).

### Matrimonios e hijos
En 1950 Goldwyn se casó con Jennifer Howard (1925–1993), hija del prominente escritor y guionista Sidney Howard. La pareja tuvo cuatro hijos incluyendo el actor Tony Goldwyn y el ejecutivo John Goldwyn. Se divorciaron en 1968 y se volvió a casar con Peggy Elliot con la que tuvo dos hijos más. Al final de su vida, se casó una tercera vez con Patricia Strawn.

## Fallecimiento
Goldwyn murió el 9 de enero de 2015, en el Cedars-Sinai Medical Center en Los Ángeles (California) a la edad de 88 años.

## Filmografía selecconada
- Muchachas en libertad (Good-Time Girl), de David MacDonald (1948) (productor asociado).
- Con sus mismas armas (Man with the Gun), de Richard Wilson (1955) (productor).
- Costa de tiburones (The Sharkfighters), de Jerry Hopper (1956) (productor).
- El rebelde orgulloso (The Proud Rebel), de Michael Curtiz (1958) (productor).
- Las aventuras de Huckleberry Finn (The Adventures of Huckleberry Finn), de Michael Curtiz (1960) (productor).
- The Young Lovers (1964) (productor y director).
- Cotton Comes to Harlem, de Ossie Davis (1970) (productor).
- Come Back, Charleston Blue, de Mark Warren (1972) (productor).
- El visitante del más allá (The Visitor), de Giulio Paradisi (1979) (productor ejecutivo).
- La foca dorada (The Golden Seal), de Frank Zuniga (1983) (productor).
- Mordiscos peligrosos (Once Bitten), de Howard Storm (1985) (productor ejecutivo).
- Réquiem por los que van a morir (A Prayer for the Dying), de Mike Hodges (1987) (productor).
- Belleza mortal (Fatal Beauty), de Tom Holland (1987) (productor ejecutivo).
- Mystic Pizza de Donald Petrie (1988) (productor ejecutivo).
- Outback, de Ian Barry (1989) (productor).
- Stella, de John Erman (1990) (productor).
- En busca del Rey Sol (Rock-a-Doodle), de Don Bluth, Gary Goldman, Dan Kuenster (1991) (productor ejecutivo).
- Lobos universitarios (The Program), de David S. Ward (1993) (productor).
- La mujer del predicador (The Preacher's Wife), de Penny Marshall (1996) (productor).
- Tortilla Soup. de María Ripoll (2001) (productor ejecutivo).
- Master and Commander: Al otro lado del mundo (Master and Commander: The Far Side of the World), de Peter Weir (2003) (productor).
- La vida secreta de Walter Mitty (The Secret Life of Walter Mitty), de Ben Stiller (2013) (productor).

## Premios y distinciones
Óscar
| Año  | Categoría      | Película                                        | Resultado |
| ---- | -------------- | ----------------------------------------------- | --------- |
| 2004 | Mejor película | Master and Commander: The Far Side of the World | Nominado  |